# Aleksandar Hristov
Aleksandar T. Hristov (in kyrillischer Schrift: Александар Т. Христов, * 27. Juli 1914 in Negotino; † 2. August 2000 in Skopje) war ein jugoslawischer bzw. mazedonischer Rechtswissenschaftler.

## Leben
Aleksandar Hristov studierte Rechtswissenschaft an der Universität Belgrad und promovierte 1954. Seit 1944 war er Mitglied der Kommunistischen Partei. Ab 1950 war er Dozent, ab 1962 ordentlicher Professor an der Rechtswissenschaftlichen Fakultät der Universität Skopje. Seit 1978 gehörte er der Mazedonischen Akademie der Wissenschaften und Künste an. Ab 1984 gehörte er der Redaktion der Enciklopedija Jugoslavije an und war Chefredakteur der mazedonischen Redaktion dieser Enzyklopädie. 

## Schriften
- Sozdavanje na makedonskata država 1893-1945 (Die Entstehung des mazedonischen Staates), 1971; englischsprachige Ausgabe The Creation of Macedonian statehood 1893-1945, 1971; serbokroatische Ausgabe Stravaranje makedonske države 1893-1945, 1971; erweiterte Neuausgabe: Sozdavanje na makedonskata država 1878-1978, 4 Bände, 1985
- Samoupravna kontrola i samoupravna odgovornost u organizacijama udruženog rada (Die Selbstverwaltungskontrolle und Verantwortung in den Organisationen der assoziierten Arbeit), 1975
- Die Konstituierung Mazedoniens als staatsrechtliches Subjekt in der jugoslawischen Föderation, in: Sozialistische Theorie und Praxis, Jg. 12.1985, Heft 5, S. 55–65
- (als Herausgeber): Naukata za ASNOM : 1944 - 1994 (Die wissenschaftliche Erforschung des ASNOM), 1994, ISBN 9989-39-005-3
- Idejata za federacija vo makedonskata politička misla : 1878 - 1941 (Ideen für die Föderation im politischen Denken der Mazedonen), 1995, ISBN 9989-39-025-8